# Joannie Rochetteová

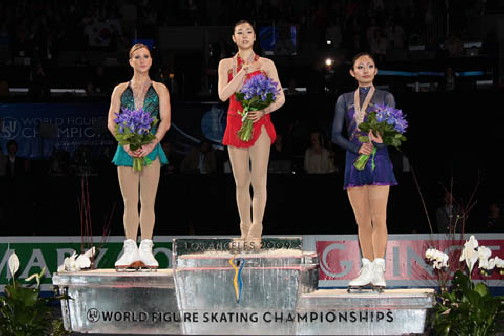
Rochetteová (vlevo) na MS 2009, stříbrná medaile.

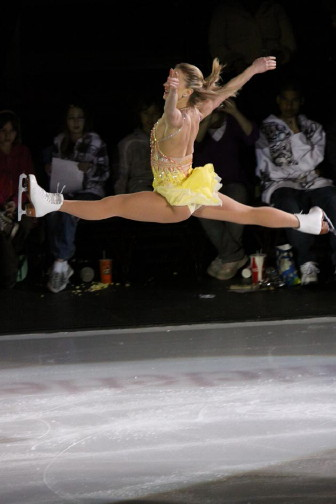
Ve Splitu 2009 v rámci programu Hvězdy na ledě.

Joannie Rochetteová (* 13. ledna 1986, Montreal, Québec) je kanadská krasobruslařka, bronzová medailistka ze Zimních olympijských her 2010 ve Vancouveru, stříbrná medailistka z Mistrovství světa 2009, třetí ve Finále Grand Prix 2004 a šestinásobná ženská mistryně Kanady (2005–2010).

## Osobní život
Narodila se v Montrealu a vyrostla v Île Dupas.
21. února 2010, dva dny před krátkým programem na Zimních olympijských hrách 2010 zemřela ve Vancouveru její matka Thérèse Rochette na infarkt myokardu, jednu hodinu poté co dorazila do města. Krasobruslařka se přesto soutěže zúčastnila, aby uctila její památku. Postupně zajela své osobní rekordy jak v krátkém programu 71,36 bodů, tak ve volné jízdě i v celkovém hodnocení 202,64 bodů a získala bronzovou medaili.

## Statistika výsledků

### Od roku 2004
| Událost                     | 2004-05 | 2005-06 | 2006-07 | 2007-08 | 2008-09 | 2009-10 |
| --------------------------- | ------- | ------- | ------- | ------- | ------- | ------- |
| Olympijské hry              |         | 5       |         |         |         | 3       |
| Mistrovství světa           | 11      | 7       | 10      | 5       | 2       |         |
| Mistrovství čtyř kontinentů |         |         | 3       | 2       | 2       |         |
| Mistrovství Kanady          | 1       | 1       | 1       | 1       | 1       | 1       |
| Finále Grand Prix           | 3       |         |         |         | 4       | 5       |
| Kanadská brusle             |         | 2       | 1       | 3       | 1       | 1       |
| Pohár Číny                  | 3       |         |         |         |         | 3       |
| Trophée Eric Bompard        | 1       | 4       | 4       |         | 1       |         |
| Pohár Ruska                 |         |         |         | 3       |         |         |

### Před rokem 2004
| Událost                       | 1998-99 | 1999-00 | 2000-01 | 2001-02 | 2002-03 | 2003-04 |
| ----------------------------- | ------- | ------- | ------- | ------- | ------- | ------- |
| Mistrovství světa             |         |         |         |         | 17      | 8       |
| Mistrovství čtyř kontinentů   |         |         |         | 9       | 8       | 4       |
| Mistrovství světa juniorů     |         |         | 8       | 5       |         |         |
| Mistrovství Kanady            | 15 N.   | 1 N.    | 1 J.    | 3       | 2       | 2       |
| Kanadská brusle               |         |         |         |         |         | 10      |
| Ruzský pohár                  |         |         |         |         |         | 4       |
| Bofrost Cup on Ice            |         |         |         |         |         | 1       |
| Juniorská Grand Prix, Itálie  |         |         |         | 3       |         |         |
| Juniorská Grand Prix, Polsko  |         |         |         | 5       |         |         |
| Juniorská Grand Prix, Mexiko  |         |         | 4       |         |         |         |
| Juniorská Grand Prix, Francie |         |         | 5       |         |         |         |
| Pohár Mladosti                |         | 1 N     |         |         |         |         |

- N = soutěž začátečníků, J = juniorská soutěž